# Iomega Bernoulli Box

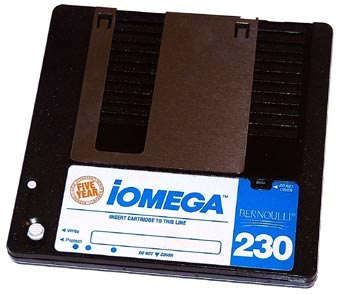
Disco Bernoulli de 230 MB.

El Bernoulli Box (o simplemente Bernoulli) es un dispositivo removible de almacenamiento masivo diseñado y comercializado por Iomega en 1983. Fue su primer producto popular.
El desarrollo comenzó en 1980 y tomó dos años. El prototipo Alpha-10, de 8 pulgadas y 10 MB de capacidad es presentado en 1982
La unidad gira un disco de Politereftalato de etileno Biaxialmente orientado (boPET) a unas 3.000 revoluciones por minuto, 1 micrómetro sobre una cabeza magnética lectograbadora, utilizando el Principio de Bernoulli. Cada disco está contenido en un cartucho plástico de 136 mm de ancho, 140 mm de largo y 9 mm de grosor, con una apariencia externa similar a un disquete de 3,5 pulgadas. Los discos Bernoulli se fabricaron con las siguientes capacidades : 35 MB, 44 MB, 65 MB, 90 MB (finales de la década de 1980), 105 MB, 150 MB, y en 1994, 230 MB. Hay cuatro tipos de unidades, agrupados por su máxima capacidad de lectura : 44 MB, 90 MB, 150 MB, y 230 MB. La interfaz es habitualmente SCSI.
Los discos tienen un interruptor para habilitar/inhabilitar la protección contra escritura.
Las Bernoulli box originales tenían una capacidad de 5, 10, y 20 MB. Tenían un tamaño de 210 mm por 275 mm. Las unidades lectograbadoras estaban disponibles como unidades internas que podían fijarse en cualquier bahía de disco de 5,25 pulgadas, o como unidades externas con una o dos lectoras en una caja autocontenida con su propia fuente de alimentación conectada al ordenador host mediante un cable externo SCSI.
La Bernoulli Box es el precursor directo de otro de los productos más populares de Iomega, el Iomega Zip, introducido en 1994, que usaba una tecnología similar.